# 우리 알프스
우리 알프스(Uri Alps, 독일어: Urner Alpen)는 스위스 중부와 서부, 알프스의 일부에 있는 산맥이다. 옵발덴주, 발레주, 베른주, 우리주 및 및 니트발덴주까지 뻗어 있으며 베른 알프스(그림젤 고개) 및 에멘탈 알프스와 서쪽의 4개의 호수인 룬게른 호수(Lungerersee), 사르너 호수(Sarnersee), 비첼 호수(Wichelsee), 알프나처 호수(Alpnachersee)와 접해 있다. 북쪽으로는 슈비저 알프스(루체른 호수), 남쪽으로는 레폰틴 알프스(안데르마트)가 있는 우르세렌 계곡, 동쪽으로는 글라루스 알프스(로이스)가 있다.
우리 알프스는 수스텐 고개(Susten Pas)로 분리된 두 그룹으로 구성되어 있다. 남쪽의 담마슈톡 대산괴는 가장 빙하가 많은 부분이며, 티틀리스에서 정점을 이루는 북쪽 부분은 정상은 낮지만 더 넓은 면적을 가진다.

## 지리
수스텐 고개의 남쪽 그룹은 아레강(서쪽)의 상류와 로이스강의 상류 사이의 구분 경계를 형성한다. 또한 경계(남서쪽)의 작은 부분이 론강 유역에 있다. 이 지역은 완전히 론 빙하 계곡 안에 있다. 이 그룹은 네 개의 상당한 능선을 포함하는 복잡한 덩어리를 형성하며 담마슈톡과 갈렌슈톡에서 가장 높은 높이에 도달한다. 이 그룹은 북북서와 남남동을 뻗어가는 거의 평행한 네 개의 능선을 포함한다. 하슬리 계곡의 동쪽 경계는 티어알플리슈톡에서 3,383m에 달하며, 그 후로는 메렌호른(Mährenhorn)까지, 남쪽으로는 게르슈텐호르너(Gärstenhörner)까지 뻗어 있다. 트리프트 빙하가 북쪽으로 뻗어가고, 론 빙하가 남쪽으로 뻗어가는 넓은 눈밭을 만들며, 가장 높은 담마슈톡이 있는 동쪽 지대와 이 지대를 분할한다. 담마슈톡 북쪽의 힌터 티에르베르크 산맥은 3,447m에 이른다. 끝 지대보다 훨씬 동쪽에는 수스텐호른 산맥이 있는데, 가장 높은 지점은 3,505m에 이른다. 슈스타인 빙하와 괴셰넨탈 빙하의 상층부로 나뉜다. 마지막으로, 더 동쪽의 또 다른 능선은 괴셰넨탈의 지류인 보르알프탈에 의해 마지막 능선에서 분리된다. 가장 높은 봉은 플레키슈톡과 스툭클리슈록이다. 괴첸탈 아랫 부분은 남쪽으로 담마슈톡과 갈렌슈톡 사이의 능선에 분기되는 동서로 뻗어가는 산맥에 의해 경계를 이룬다.
수스텐 고개의 북쪽은 산맥이 낮고, 남쪽의 가장 높은 산을 제외하고는 빙하가 없다. 티틀리스 산맥으로 이어지는 주 능선은 아레강과 로이스강의 분지를 나눈다. 베른주, 옵발덴주, 우리주 사이의 경계인 그라센(Grassen)에서 시작하여 작은 산맥이 주요 분수령에서 갈라져 동서로 뻗어 그로스 스판노르트(Gross Spannort)에서 절정을 이룬다.

## 주요 봉

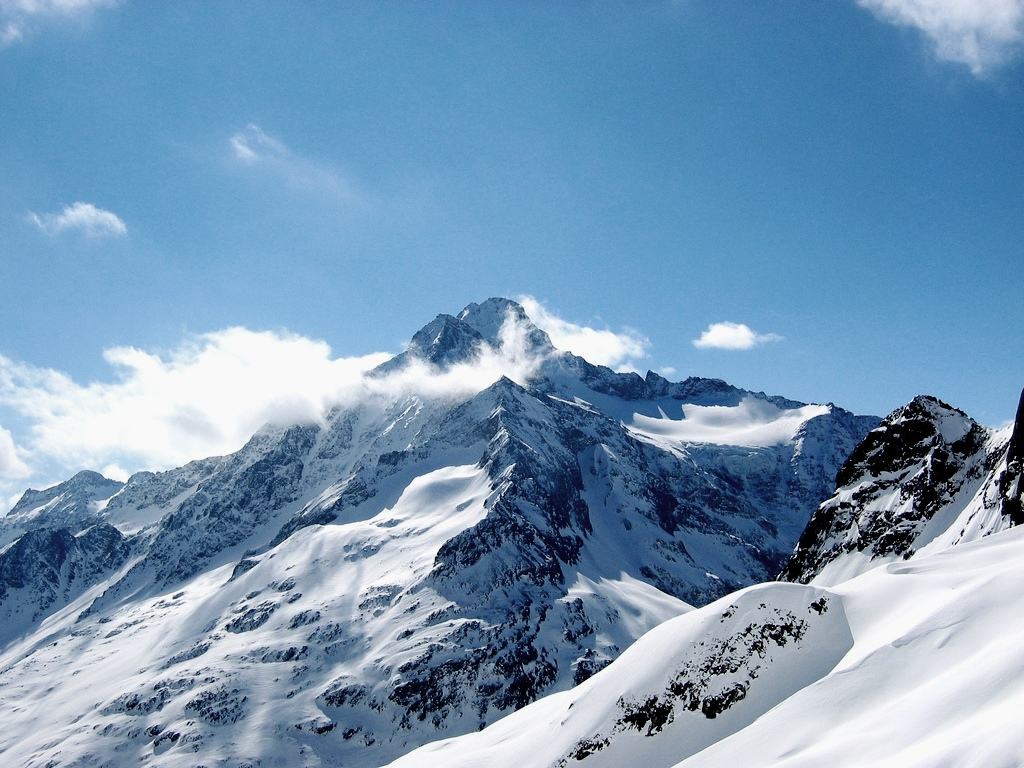
수스텐호른 (Sustenhorn)

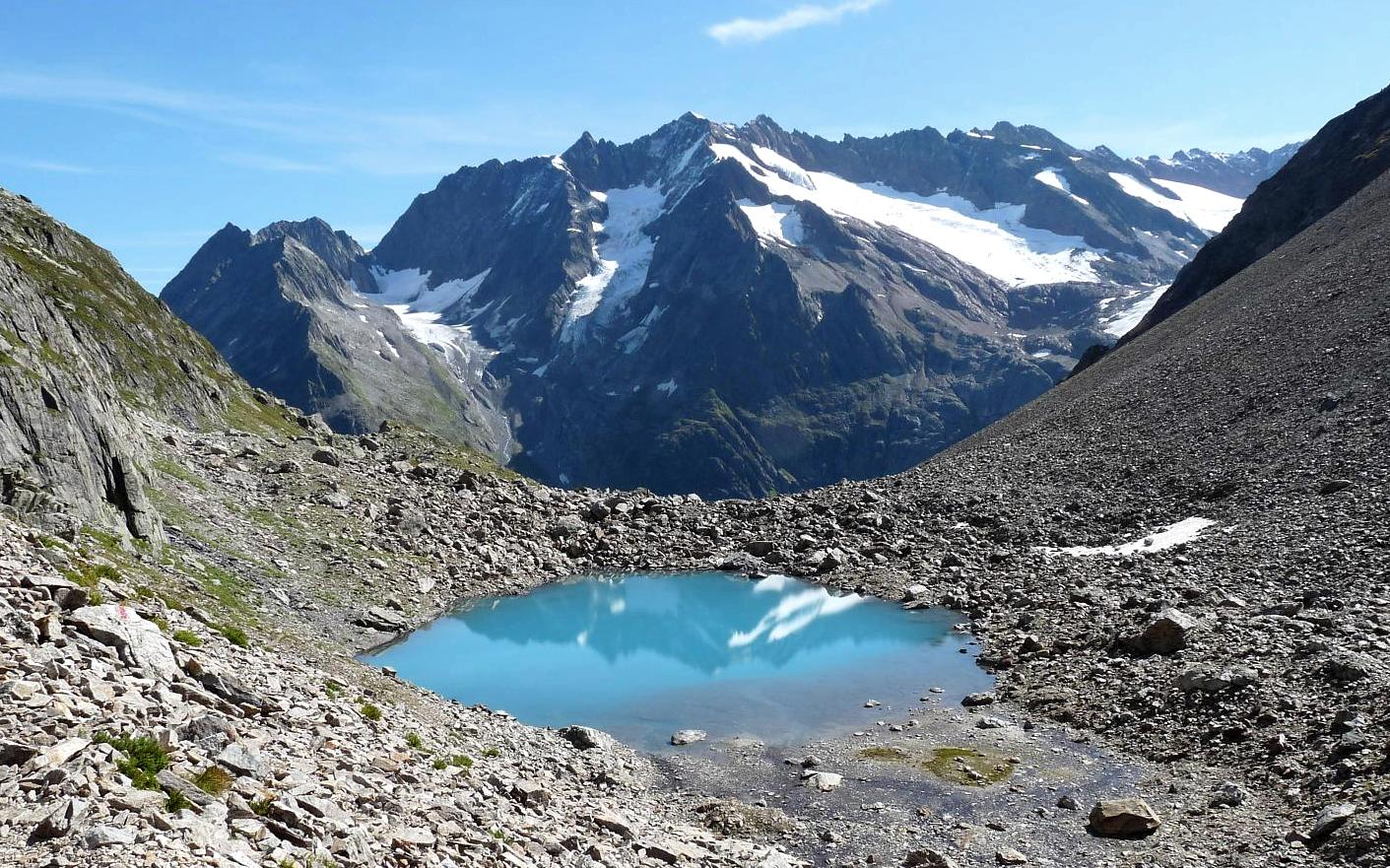
힌터 티에르베르크 (Hinter Tierberg)

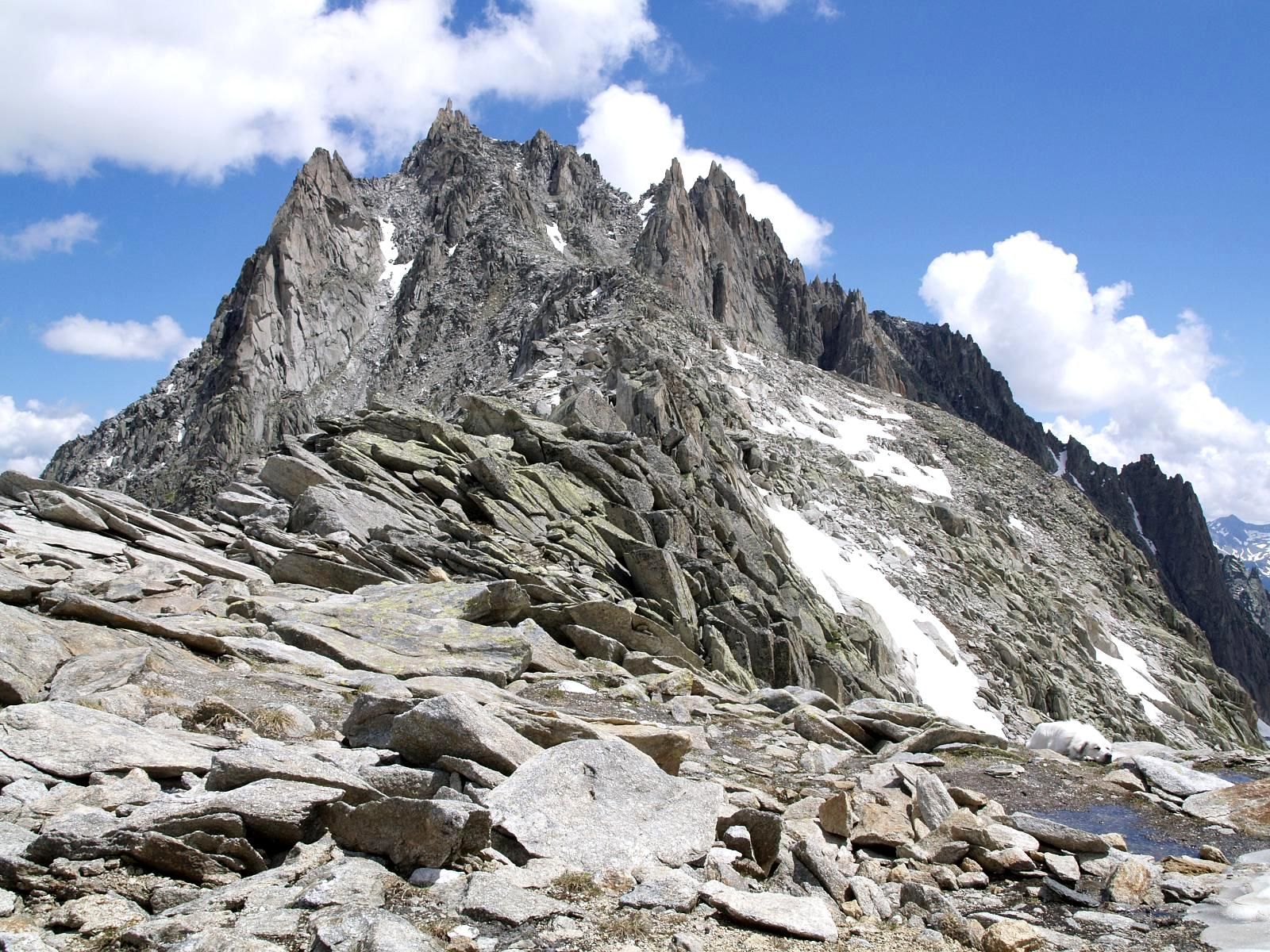
록베르크 (Lochberg)

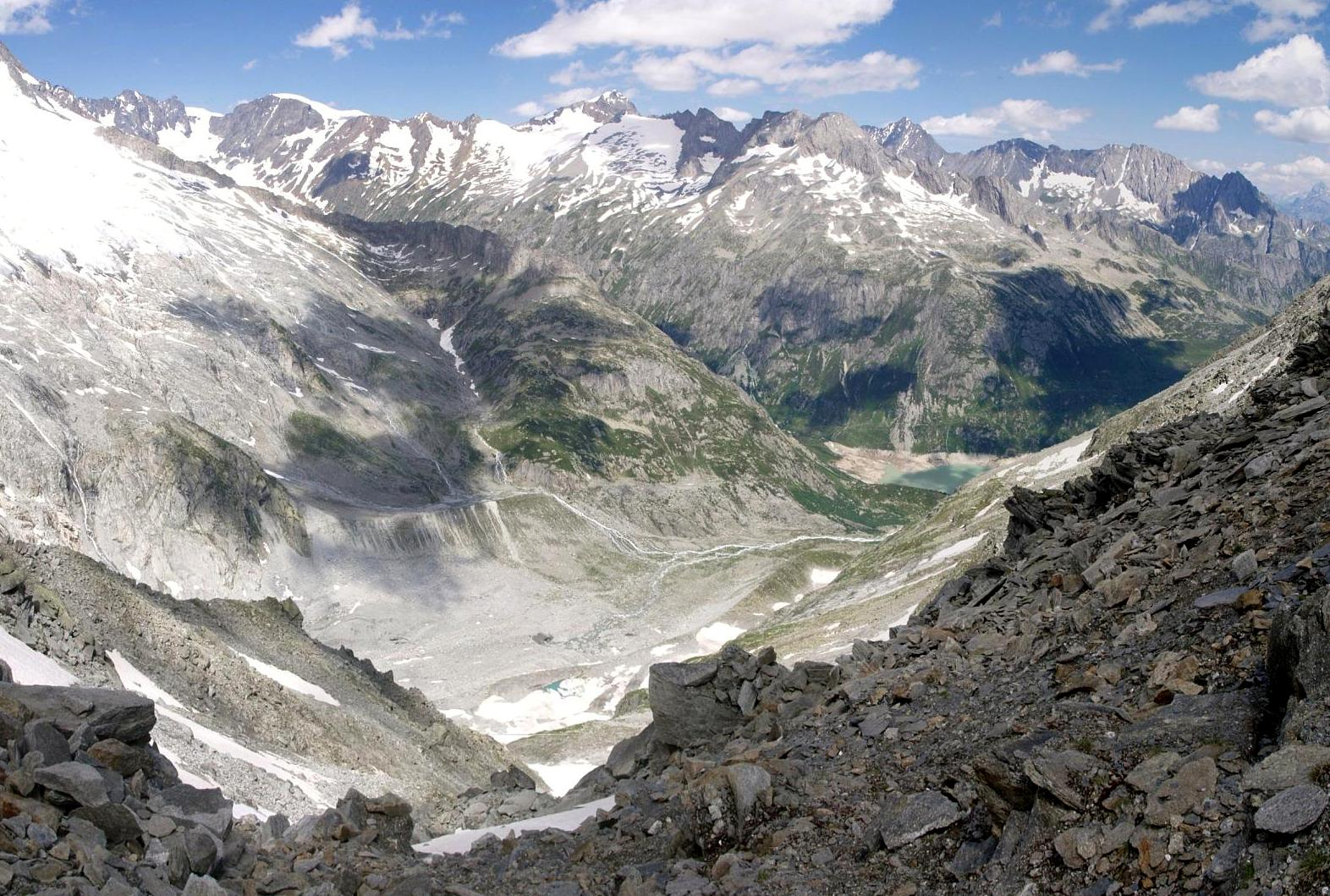
괴셰너알프 호수(Göscheneralpsee)에서 본 풍경

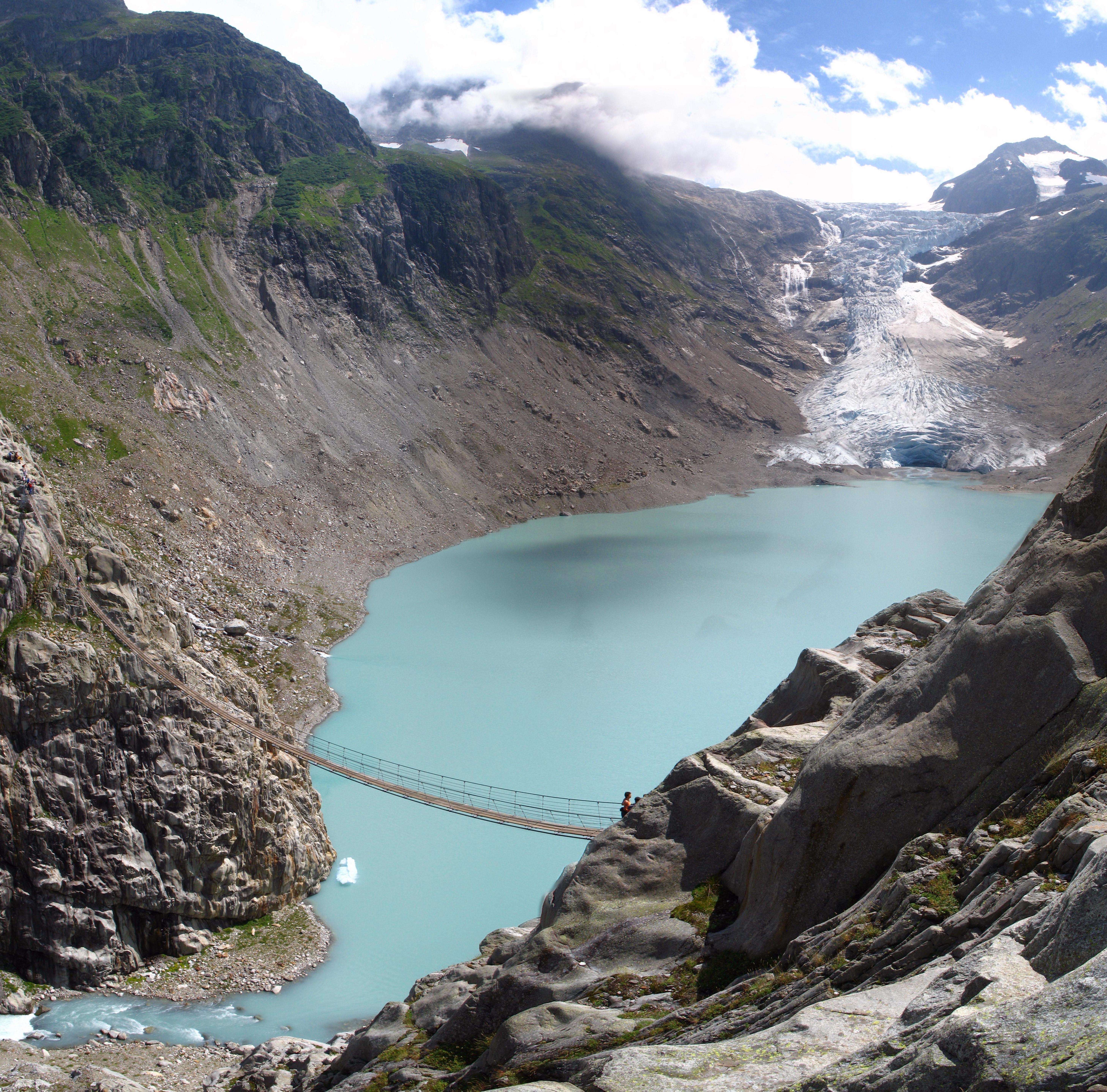
트리프트 빙하 (Trift Glacier)

우리 알프스의 주요 봉우리는 다음과 같다.
1. 담마슈톡 (Dammastock), 3630 m
2. Schneestock, 3608 m
3. Rhonestock, 3588 m
4. 갈렌슈톡 (Galenstock), 3586 m
5. Eggstock, 3556 m
6. Tiefenstock, 3515 m
7. 수스텐호른 (Sustenhorn), 3502 m
8. Hinter Tierberg, 3447 m
9. Gwächtenhorn, 3420 m
10. Mittlerer Tierberg, 3418 m
11. Fleckistock, 3416 m
12. Maasplanggstock, 3401 m
13. Wysse Nollen, 3398 m
14. Diechterhorn, 3389 m
15. Tieralplistock, 3382 m
16. Chli Sustenhorn, 3318 m
17. Vorderes Sustenlimihorn, 3316 m
18. Stucklistock, 3308 m
19. Gletschhorn, 3305 m
20. 티틀리스 (Titlis), 3238 m
21. Rorspitzli, 3220 m
22. Sidelenhorn, 3217 m
23. Gwächtenhorn, 3214 m
24. Brunnenstock, 3210 m
25. Chüeplanggenstock, 3207 m
26. Gross Bielenhorn, 3207 m
27. Voralphorn, 3203 m
28. Winterstock, 3203 m
29. Chelenalphorn, 3202 m
30. Gross Griessenhorn, 3202 m
31. Gross Spannort, 3198 m
32. Hinteres Sustenlimihorn, 3194 m
33. Gärstenhörner, 3189 m
34. Limistock, 3189 m
35. Tällistock, 3185 m
36. Rotstock, 3183 m
37. Hoch Horefellistock, 3175 m
38. Gross Furkahorn, 3169 m
39. Winterberg, 3167 m
40. Chli Spannort, 3140 m
41. Hinter Schloss (Schlossberg), 3132 m
42. Steinhüshorn, 3121 m
43. Chilchlistock, 3114 m
44. Krönten, 3107 m
45. Hintere Gelmerhörner, 3100 m
46. Vorderer Tierberg, 3091 m
47. Zwächten, 3078 m
48. Lochberg, 3074 m
49. Müeterlishorn, 3066 m
50. Wendenstöcke, 3042 m
51. Blauberg, 3039 m
52. Triftstöckli, 3035 m
53. 클라인 티틀리스 (Klein Titlis), 3028 m
54. 클라인 푸르카호른 (Klein Furkahorn), 3026 m
55. Wendenhorn, 3023 m
56. Spitzli, 3011 m
57. Bächenstock, 3008 m
58. Reissend Nollen, 3003 m
59. Mittagstock, 2,989 m
60. Giglistock, 2900 m
61. Engelberger Rotstock, 2818 m
62. Radlefshorn, 2603 m
63. Hochstollen, 2481 m
64. Wandelen, 2105 m

## 빙하
주요한 빙하는 다음과 같다.
- 론 빙하 (Rhone Glacier)
- 트리프트 빙하 (Trift Glacier)
- 슈타인 빙하 (Stein Glacier)
- 티에펜 빙하 (Tiefen Glacier)
- 첼렌 빙하 (Chelen Glacier)
- 담마 빙하 (Damma Glacier)